# Accords du Louvre
Pour les articles homonymes, voir Louvre.
Les accords du Louvre sont un accord sur les taux de change signé le 22 février 1987 au palais du Louvre, siège du ministère français de l'économie, à Paris, par les pays du G7, moins l'Italie qui n'a pas voulu signer l'accord final (États-Unis, Japon, Allemagne de l'Ouest, France, Royaume-Uni, Canada). La rencontre concerne les ministres des finances et les gouverneurs des banques centrales des pays concernés. Le directeur général du FMI Jacques de Larosière a participé aux discussions.
Le but est de réduire la volatilité des changes, par la mise en place de procédures renforcées dans la gestion des taux de change.
Il s'agit de tactiques des interventions sur le marché des changes à un moment où l'économie des États-Unis a des conséquences au niveau du dollar américain menant au krach d'octobre 1987, événement succédant aux Accords du Louvre (AL).
Désireux de stopper la machine infernale qu'ils ont mis en route, les pays du G6, rejoints par le Canada, signent à Paris le 22 février 1987 les accords du Louvre, destinés à enrayer la baisse du dollar, qui a été déclenchée par les accords du Plaza en septembre 1985. Malgré cela, après une pause dans le courant de l'année 1987, le dollar va continuer à se déprécier pendant toute la période des junk bonds et du krach de 1987 et même pendant dix ans.

## Déroulement et prolongement
La question économique était déjà abordée lors du sommet du  G7 à Tokyo de 1986, notamment la lutte contre l'inflation[réf. nécessaire] . Lors de ce sommet, le groupe des ministres de l'économie du G7 fut créé. C'est ce groupe qui signa les accords du Louvre. 
À la fin de l’année 1986, à la suite de la dépréciation importante du dollar liée à la mise en pratique des accords du Plaza, les États-Unis et le Japon convinrent de stabiliser la parité dollar–yen. « Leur accord fut formalisé dans un cadre multilatéral – le premier accord du Louvre, signé les 21 et 22 février 1987 – qui fixait secrètement une grille d’intervention étroite pour les monnaies des pays du Groupe des Sept. »
Cet accord fonctionna bien dans un premier temps[réf. nécessaire], mais la collaboration entre les principales puissances se réduisit parce que les pays concernés privilégièrent assez rapidement leurs intérêts individuels. En 1990, l’Allemagne releva ses taux d’intérêt pour contrer l’inflation que provoquait la réunification. Simultanément, la Fed diminuait ses taux directeurs en raison de la baisse d’activité économique. Ces deux phénomènes provoquèrent une appréciation de plusieurs monnaies européennes vis-à-vis du dollar, mais les pays du G7 ne réagirent pas.
L’échec des accords du Louvre contribua en partie à provoquer six mois plus tard le krach d'octobre 1987.